# 파벌
파벌(派閥)은 주로 이념적 이해관계와 출신 기타의 연고 또는 주의·주장 등의 공통성에 생겨나는 배타적인 사람들의 연관이다. 정당내의 파벌, 출신학교에 의한 학벌, 출신지역에 의한 파벌 등이 있다. 정치 파벌은 공통된 정치적 목적을 가진 사람들의 집단이며, 특히 정당 내에서 다른 구성원들과는 다른 이해관계나 의견을 가진 하위 집단이다. 파벌 간의 집단 내 갈등은 정당이 두 개로 분열될 수 있다. 레마스의 법칙(Ley de Lemas) 선거 제도는 유권자가 투표 용지에 정당 내 정치 파벌에 대한 선호도를 표시할 수 있도록 한다. 정치 파벌은 투표 블록을 대표할 수 있다. 정치 파벌은 약한 당 기율을 요구한다. 연구에 따르면 파벌은 소속 정당이 이념 스펙트럼을 따라 이동하는 데 중요한 역할을 할 수 있다.

## 조지 워싱턴의 고별사
초대 미국 대통령 조지 워싱턴은 유명한 고별사에서 정치 파벌에 대해 경고했다. 워싱턴은 일반적으로 정치 정당에 대해 경고했는데, 그 이유는 워싱턴에 따르면 국가에 대한 의무와 원칙에 대한 헌신보다 정치 정당 충성도를 우선시하는 것은 민주주의 입헌 공화국의 생존에 대한 주요 위협으로 간주되었기 때문이다.
이런 극단적인 상황(결코 완전히 간과해서는 안 되는 상황)에 대비하지 않더라도, 당파 정신의 흔하고 지속적인 해악은 현명한 사람들이 이를 막고 억제하는 것을 이익이자 의무로 삼기에 충분하다 [원칙이나 조국에 대한 충성보다 당파적 이익에 대한 형성 및 충성].

## 국가별

### 오스트레일리아
- 오스트레일리아 노동당의 파벌
  - 노동좌파
  - 노동우파

- 오스트레일리아 자유당의 파벌
  - 중도파
  - 중도우파
  - 국가우파

### 프랑스
- 프랑스 사회당의 파벌

### 이탈리아
- 공산주의 재건당의 파벌
- 이탈리아 민주당의 파벌
- 포르차 이탈리아의 파벌
- 자유민중의 파벌

### 일본
- 자유민주당의 파벌

### 러시아/소련
- 러시아 사회민주노동당의 정파

### 영국
- 영국 보수당 관련 조직 목록
- 영국 노동당 관련 조직 목록

### 미국
- 미국 민주당의 파벌
- 미국 자유지상당의 파벌
- 미국 공화당의 파벌

## 같이 보기
- 당파 (정치)
- 군벌
- 문벌
- 재벌
- 학벌

## 추가 자료
- Blum, Rachel M.; Noel, Hans C. (2024). 협력하는 파벌: 미국 대통령 후보 지명에서 당 분열의 네트워크 분석. Cambridge University Press.